# Wurzelmundquallen

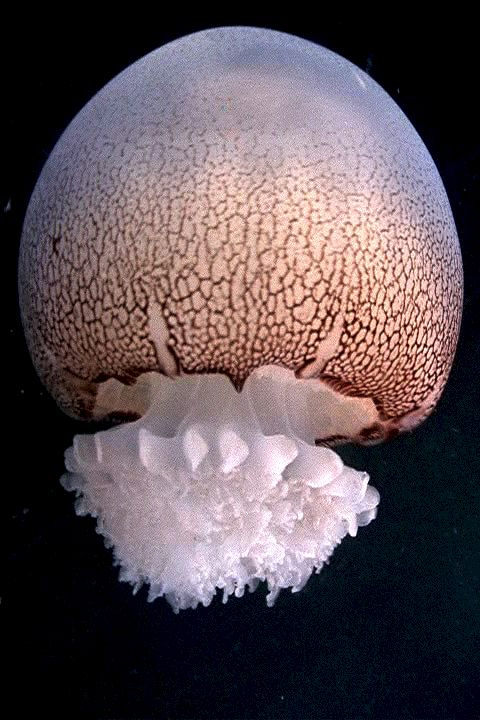
Stomolophus meleagris

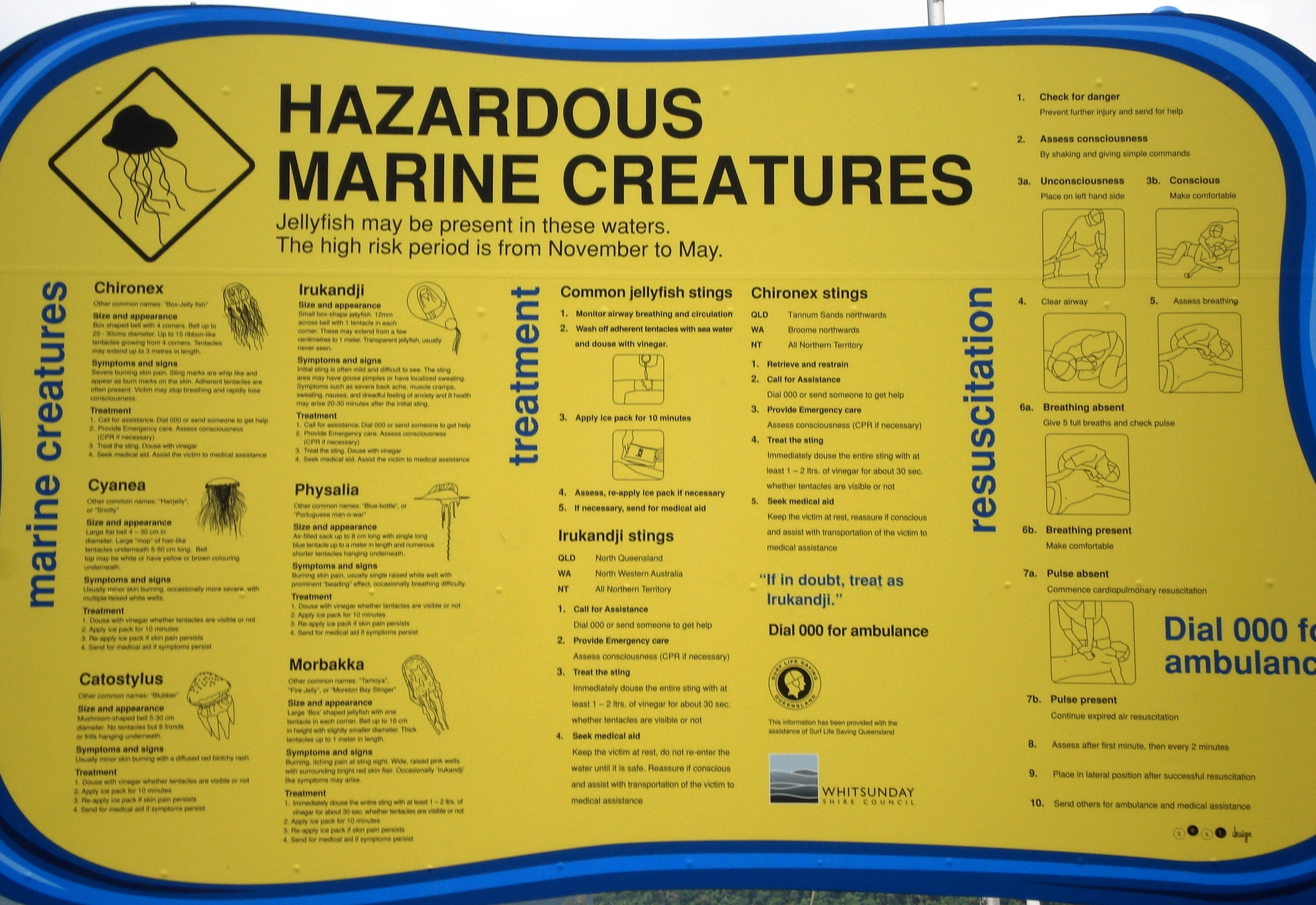
Informationstafel zu giftigen Quallen – u. a. Catostylus mosaicus ((Blue) Blubber) und der Behandlung nach Kontakt (in Airlie Beach / Australien)

Die Wurzelmundquallen (Rhizostomeae) sind eine Ordnung der Schirmquallen (Scyphozoa). Etwa 80 Arten sind bekannt, u. a. die an Europas Küsten lebende Lungenqualle (Rhizostoma pulmo), die einem Schirmdurchmesser von 60 bis 80 Zentimeter erreicht, die auch in der Nordsee vorkommende Wurzelmundqualle (Rhizostoma octopus) und die Spiegeleiqualle (Cotylorhiza tuberculata) aus dem Mittelmeer. Nemopilema nomurai ist die größte Wurzelmundqualle. Sie erreicht einen Durchmesser von bis zu zwei Metern und ein Gewicht von bis zu 200 Kilogramm. Ihre Tentakel werden bis zu 5 Meter lang.

## Merkmale
Wurzelmundquallen haben einen schalenförmigen oder hochgewölbten Schirm, der tentakellos ist. Stattdessen ist das Mundrohr stark entwickelt, die Mundrohrkanten sind stielförmig verlängert und zu einem miteinander verfalteten, wurzelstockähnlichen Gebilde verwachsen. So sind in der Regel acht Arme mit zahlreichen, krausen Verzweigungen entstanden. Eine zentrale Mundöffnung fehlt. Sie wird durch zahlreiche kleine Poren in den Mundarmen ersetzt. Trotzdem können Wurzelmundquallen auch größere Beutetiere fressen. Sie werden durch die zahlreichen Nesselzellen an den Mundarmen betäubt, von diesen umschlossen und dann durch Verdauungssäfte, die von den Poren ausgeschieden werden, so weit aufgelöst, dass sie aufgenommen werden können.
Bei der Strobilation wird meist nur eine Meduse gebildet.

## Systematik
- Ordnung Wurzelmundquallen (Rhizostomeae)
- (Unterordnung Kolpophorae Kramp, 1961)
  - Familie Cassiopeidae Agassiz, 1862
    - Gattung Cassiopea Péron & Lesueur, 1810
      - Cassiopea andromeda Forskål, 1775

  - Familie Cepheidae Agassiz, 1862
    - Gattung Cephea Péron & Leseur, 1803
    - Gattung Cotylorhiza Agassiz, 1862
      - Spiegeleiqualle (Cotylorhiza tuberculata)

    - Gattung Netrostoma L. S. Schulze, 1898
    - Gattung Polyrhiza Agassiz, 1862

  - Familie Mastigiidae Stiasny, 1921
    - Gattung Mastigias Agassiz, 1862
      - Mastigias papua (Lesson, 1830)

    - Gattung Mastigietta Stiasny, 1921
    - Gattung Phyllorhiza Agassiz, 1862
      - Kronenqualle (Periphylla periphylla (Péron & Leseur, 1809))
      - Gepunktete Wurzelmundqualle (Phyllorhiza punctata von Lendenfeld, 1884)

  - Familie Thysanostomatidae Gegenbaur, 1857
    - Gattung Thysanostoma Agassiz, 1862
    - Gattung †Prothysanostoma Ossian, 1973 (Pennsylvanium)

  - Familie Versurigidae Kramp, 1961
    - Gattung Versuriga Kramp, 1961
      - Versuriga anadyomene (Maas, 1903)
- (Unterordnung Daktyliophorae Kramp, 1961)
  - Familie Lychnorhizidae Haeckel, 1880
    - Gattung Lychnorhiza Haeckel, 1880 (syn. Cramborhiza Haeckel, 1880)
    - Gattung Anomalorhiza Light, 1921
    - Gattung Pseudorhiza von Lendenfeld, 1882

  - Familie Catostylidae Gegenbaur, 1857
    - Gattung Acromitoides Stiasny, 1921
    - Gattung Acromitus Light, 1914
    - Gattung Catostylus Agassiz, 1862
      - Kreuzqualle (Catostylus mosaicus (Quoy & Gaimard, 1824))
      - Catostylus tagi (Haeckel, 1869) / Atlantische Wurzelmundqualle

    - Gattung Crambione Maas, 1903
    - Gattung Crambionella Stiasny, 1921
    - Gattung Leptobrachia Brandt, 1838

  - Familie Lobonematidae Stiasny, 1921
    - Gattung Lobonema Mayer, 1910
    - Gattung Lobonematoides Light, 1914

  - Familie Rhizostomatidae Cuvier, 1799
    - Gattung Eupilema Haeckel, 1880
    - Gattung Rhizostoma Cuvier, 1800
      - Wurzelmundqualle (Rhizostoma octopus (Mayer, 1910))
      - Lungenqualle (Rhizostoma pulmo) (Macrì, 1778)

    - Gattung Rhopilema Haeckel, 1880
      - Rhopilema esculentum Kishinouye, 1891
      - Rhopilema verrilli (Fewkes, 1887)

  - Familie Stomolophidae Haeckel, 1880
    - Gattung Nemopilema Kishinouye, 1922[1]
      - Nomura-Qualle (Nemopilema nomurai (Kishinouye, 1922))

    - Gattung Stomolopha Agassiz, 1862
      - Stomolophus meleagris Agassiz, 1862

## Nutzung
In Japan und Südostasien werden Wurzelmundquallen, vor allem die Art Rhopilema esculenta gegessen. Jährlich werden viele tausend Tonnen gefangen, und getrocknet oder gesalzen verkauft.